# Abdoulaye Doucouré
Abdoulaye Doucouré (ur. 1 stycznia 1993 w Meulan-en-Yvelines) – malijsko-francuski piłkarz, występujący na pozycji pomocnika w angielskim klubie Everton oraz w reprezentacji Mali. Wychowanek Stade Rennais. Były młodzieżowy reprezentant Francji.

## Kariera klubowa
| Sezon   | Klub             | Kraj      | Rozgrywki        | Mecze | Bramki | Puchary krajowe                       | Mecze | Bramki |
| ------- | ---------------- | --------- | ---------------- | ----- | ------ | ------------------------------------- | ----- | ------ |
| 2010/11 | Stade Rennais FC | Francja   | CFA              | 6     | 0      | -                                     | -     | -      |
| 2011/12 | Stade Rennais FC | Francja   | CFA              | 22    | 2      | -                                     | -     | -      |
| 2012/13 | Stade Rennais FC | Francja   | Ligue 1          | 4     | 1      | -                                     | -     | -      |
| 2013/14 | Stade Rennais FC | Francja   | Ligue 1          | 20    | 6      | -                                     | -     | -      |
| 2014/15 | Stade Rennais FC | Francja   | Ligue 1          | 35    | 3      | Puchar Ligi Francuskiej               | 3     | 0      |
| 2015/16 | Stade Rennais FC | Francja   | Ligue 1          | 16    | 2      | Puchar Ligi Francuskiej               | 2     | 1      |
| 2015/16 | Granada CF       | Hiszpania | Primera División | 15    | 0      | -                                     | -     | -      |
| 2016/17 | Watford          | Anglia    | Premier League   | 20    | 1      | Puchar Ligi Angielskiej Puchar Anglii | 1 2   | 0 0    |
| 2017/18 | Watford          | Anglia    | Premier League   | 38    | 7      | Puchar Anglii                         | 2     | 0      |
| 2018/19 | Watford          | Anglia    | Premier League   | 34    | 5      | Puchar Ligi Angielskiej Puchar Anglii | 1 3   | 0 0    |

Stan na: 13 maja 2019 r.